# Сент-Жем-сюр-Луар
Сент-Жем-сюр-Луар (фр. Sainte-Gemmes-sur-Loire) — коммуна на западе Франции, регион Пеи-де-ла-Луар, департамент Мен и Луара, округ Анже, кантон Анже-2. Пригород Анже, примыкает к нему с юга и юго-запада. Расположен между реками Мен и Луару в месте их соединения, в 3 км от автомагистрали А87.
Население (2020) — 3 515 человек.

## Достопримечательности
- Церковь Святой Жеммы XII-XIX веков
- Бывшее шато Сент-Жем-сюр-Луар, в настоящее время госпиталь
- Особняк Шатобриан XVIII века
- Железнодорожный мост Прюнье через реку Мен 1908 года

## Экономика
Структура занятости населения:
- сельское хозяйство — 11,5 %
- промышленность — 6,9 %
- строительство — 4,3 %
- торговля, транспорт и сфера услуг — 22,2 %
- государственные и муниципальные службы — 55,0 %

Уровень безработицы (2019) — 10,2 % (Франция в целом — 12,9 %, департамент Мен и Луара— 11,9 %). 

Среднегодовой доход на 1 человека, евро (2020) — 25 550 (Франция в целом — 22 400, департамент Мен и Луара — 21 790).

## Демография
Динамика численности населения, чел.

## Администрация
Пост мэра Сент-Жем-сюр-Луара с 2020 года занимает Поль Элен (Paul Heulin). На муниципальных выборах 2020 года возглавляемый им независимый список одержал победу в 1-м туре, получив 55,40 % голосов.
| Период | Период | Фамилия     | Партия                                      | Примечания                                                    |
| ------ | ------ | ----------- | ------------------------------------------- | ------------------------------------------------------------- |
| 1967   | 1995   | Луи Беллар  |                                             |                                                               |
| 1995   | 2008   | Поль Маро   | Союз за французскую демократию              | международный советник                                        |
| 2008   | 2020   | Лоран Дамур | Разные правые Союз демократов и независимых | директор Сельскохозяйственной палаты департамента Мен и Луара |
| 2020   |        | Поль Элен   |                                             |                                                               |

## Галерея

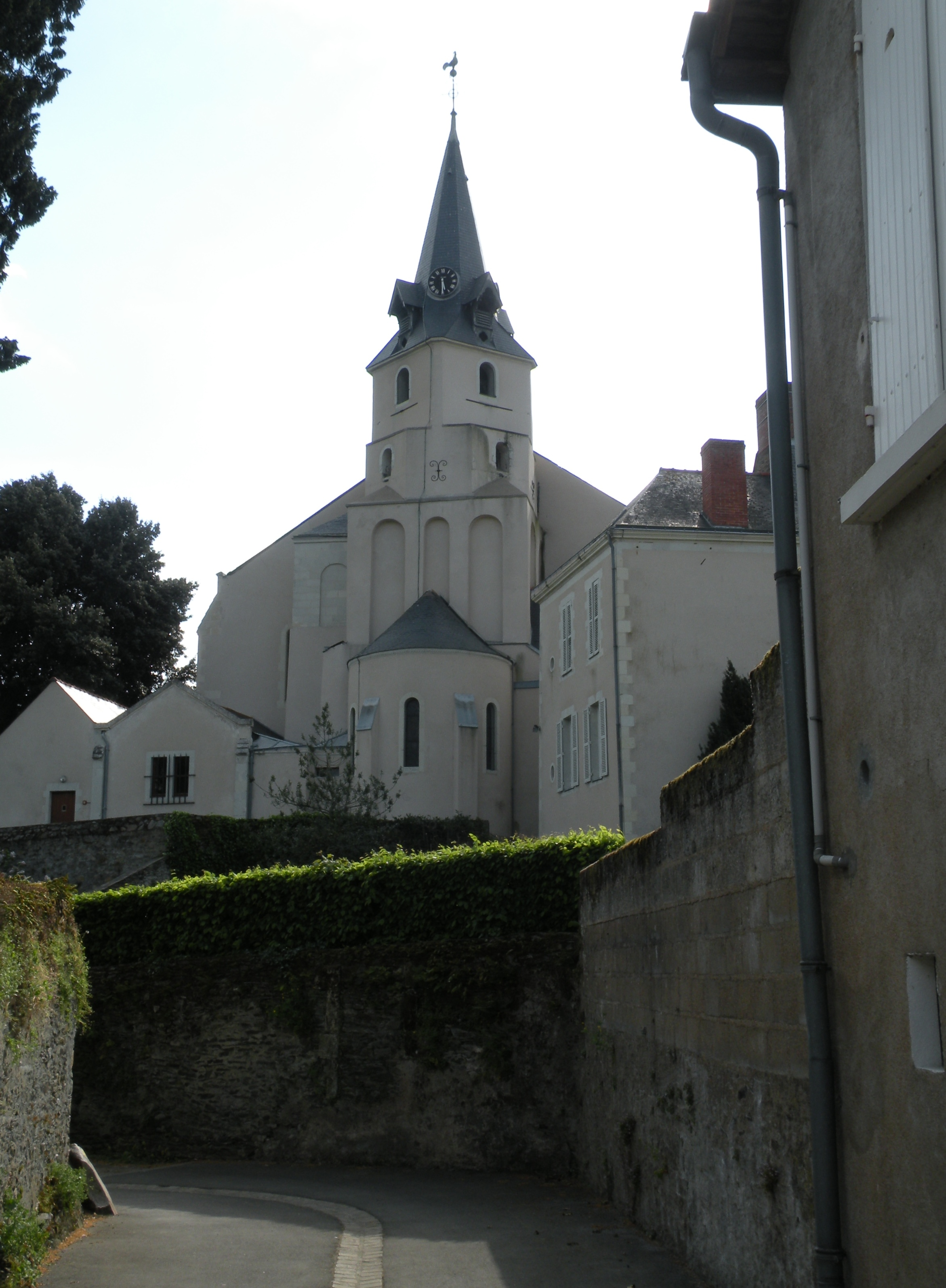
Церковь Святой Жеммы
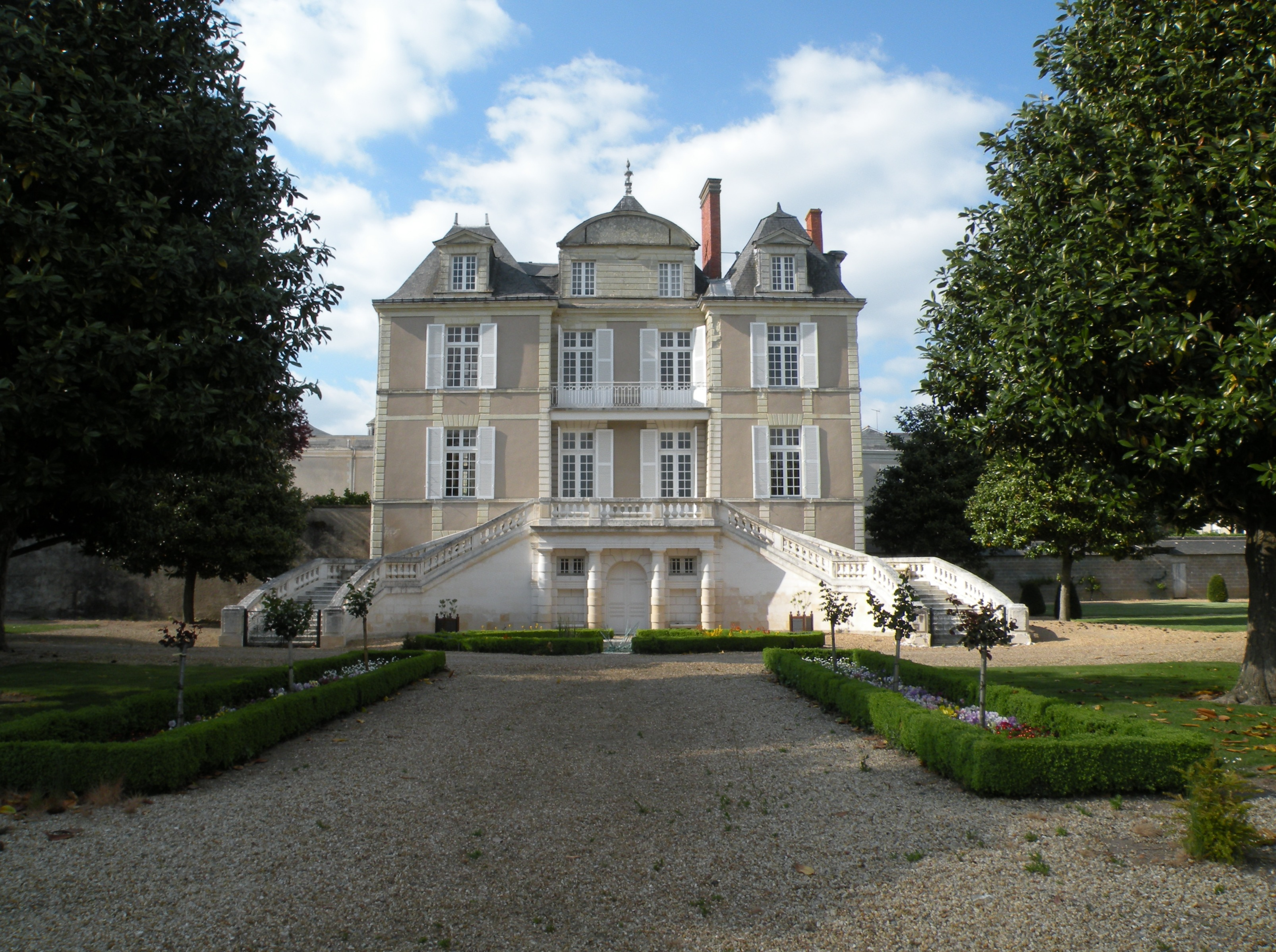
Бывшее шато Сент-Жем-сюр-Луар
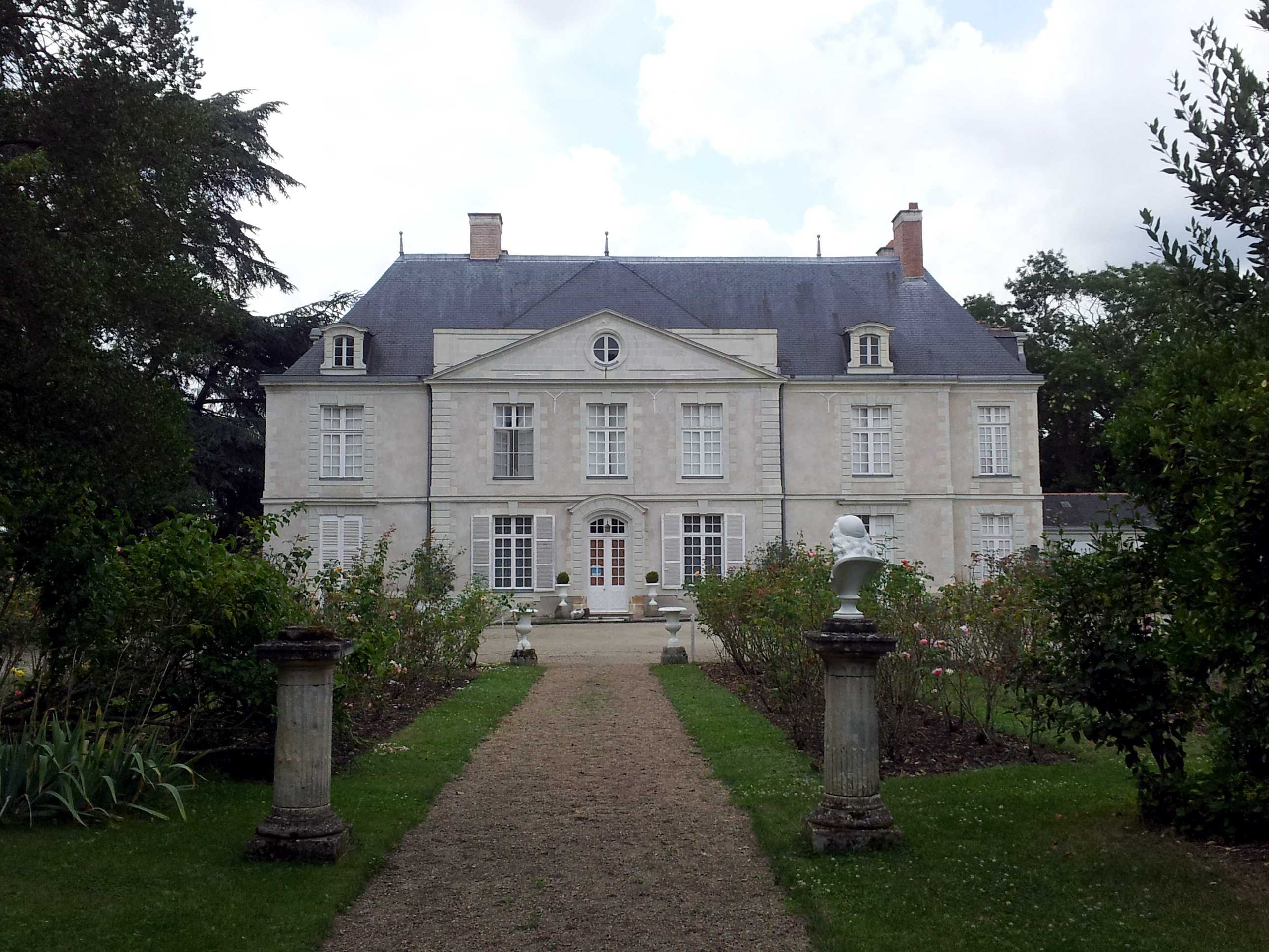
Особняк Шатобриан
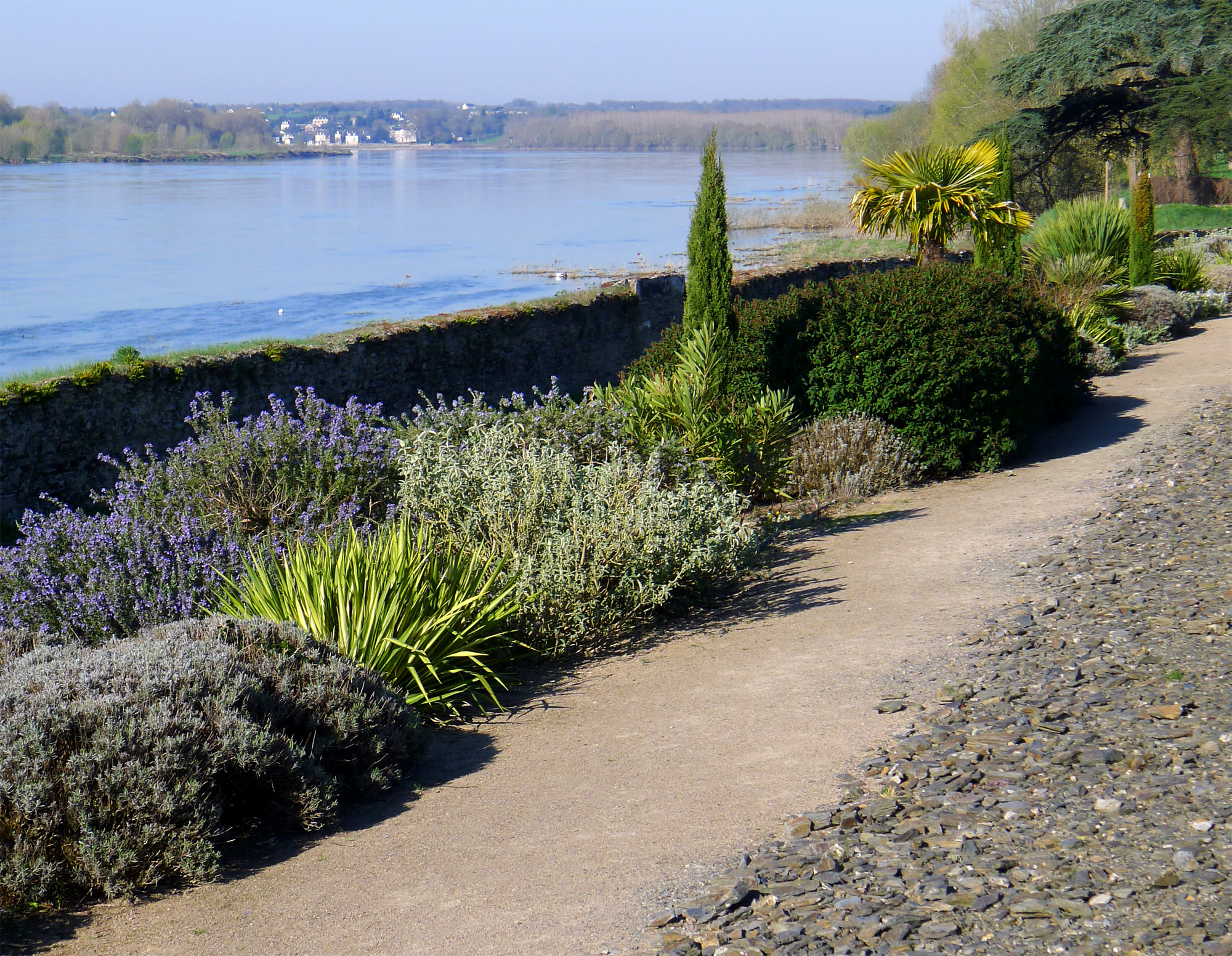
Сад на берегу Луары